# Joaquim Ferrer i Roca
Joaquim Ferrer i Roca (Alella (Barcelona), 18 d'octubre 1937 – 10 de maig de 2016) fou un polític i historiador català, especialitzat en l'estudi del CADCI i del moviment obrer català en relació amb la qüestió nacional.

## Biografia
Col·laborà a El Correo Catalán. Va ser membre de l'escoltisme en la seva joventut. Fou membre d'Òmnium Cultural, de la Fundació Justícia i Pau i de la Fundació Jaume Bofill.
Políticament, va fundar amb Josep Pallach el Reagrupament Socialista i Democràtic de Catalunya, després PSC Reagrupament, dins del qual s'integrà breument al Partit dels Socialistes de Catalunya el 1978, però després es passà a CDC. Fou nomenat sotsdirector general d'Acció Cívica de la Generalitat (1982-1984) i elegit diputat al Congrés a les eleccions generals espanyoles de 1982. Fou elegit diputat les eleccions al Parlament de Catalunya de 1988, 1992, 1995 i 1999 fou nomenat Conseller de Cultura del 1985 al 1988. Posteriorment fou senador per CiU fins al 1999. Va ser president de la Lliga Espiritual de la Mare de Déu de Montserrat.
El Govern de la Generalitat de Catalunya li va concedir, a títol pòstum, la Creu de Sant Jordi l'11 d'abril de 2017.

## Obres
- Layret 1880-1920 (1971)
- El primer primer de maig a Catalunya (1972)
- La vaga del Harry Walker de Barcelona (1972), publicat per Edicions Catalanes de París, amb el pseudònim Joan Font
- Simó Piera: perfil d'un sindicalista (1973)
- La lluita pels ajuntaments democràtics (1966-1976) (1977)
- Un nou impuls per a Catalunya (1982)
- A mig camí (1989)
- El fil roig (1994)
- Els papers de Salamanca: història d'un botí de guerra (1996), amb J. M. Figueres i J. M. Sans i Travé),
- Ramon Boladeras 'Rambol': Testimoni de llibertat (1997)
- Des del centreesquerra (2000) amb Pere Baltà i Llopart, Rafael Hinojosa i Lucena i Miquel Reníu.
- Josep Tremoleda: plantar cara a la por  (2008)